# Соболев, Рюрик Иванович
Рюрик Иванович Соболев — советский инженер-физик, лауреат Государственной премии СССР 1970 г.

## Биография
Родился 17.05.1925 в Москве.
Участник войны с 1942 года, краснофлотец, затем старшина 2 статьи (Балтийский флот). Награждён орденами Красной Звезды и Отечественной войны II степени (06.04.1985), медалью «За победу над Германией в Великой Отечественной войне 1941—1945 гг.». Член ВКП(б)/КПСС с 1947 г.
Демобилизовался в 1950 г. Окончил МИФИ (1956).
С 1957 г. работал в Институте атомной энергии им. И. В. Курчатова: младший научный сотрудник, старший научный сотрудник.
Кандидат физико-математических наук (1966).

## Научная деятельность
Участник группы учёных (М. С. Иоффе, Ю. Т. Байбородов. Р. И. Соболев, В. М. Петров), которая на плазменной установке ПР-5 получила устойчивую плазму, температура которой приблизилась к 40 000 000 градусов.
За это достижение стал лауреатом Государственной премии СССР 1970 г. — за исследование неустойчивости высокотемпературной плазмы в магнитном поле и создание метода её стабилизации «магнитной ямой».

### Публикации
- Байбородов Ю. Т., Иоффе М. С., Петров В. М., Соболев Р. И. Адиабатическая ловушка с комбинированным магнитным полем // Атомная энергия. Том 14, вып. 5. — 1963. — С. 443—445.
- Мартыненко Ю. В., Соболев Р. И. Магнитное поле пробочной конфигурации, возрастающее по радиусу // Атомная энергия. Том 17, вып. 3. — 1964. — С. 211—214.
- Иоффе М. С., Соболев Р. И. Удержание плазмы в ловушке с комбинированным магнитным полем // Атомная энергия. Том 17, вып. 5. — 1964. — С. 366—374.